# Колонија Агрипина
Опидум Убиорум  (лат. Oppidum Ubiorum — „Град Убијаца“), скраћено као "CCAA", била је римска колонија у Њемачкој по којој је касније Келн добио име. То је био главни град римске провинције Доње Германије.и сједиште војске у региону. Са административним реформама под Диоклецијаном, постао је главни град Доње Германије. Многи артефакти из древног града cу опстали укључујући лук бивше градске капије са натписом "CCAA", који је данас смјештен у Римско германском музеју у Келну.

## Историјат
Германска племена позната као Ебурони (Eburones) су првобитно насељавали данашњу равничарску Доњу Германију. Они су испражњени у Галском рату одмазде Гаја Јулија Цезара и римског војсковође Марка Випсанија Агрипе. Ебуронcка племена се помињу у " Биљешкама о Галском рату".Убијци који cу насељавали десну обалу Рајне пресељени cу у испражњене земље Келнcке низије. Након тога , ова област је постала дио римске провинције Доње Германије.

## Промоција у римску колонију
Агрипина млађа рођена је 15. АД у Келну. Агрипина је била ћерка Германика, рођака и супруга римског цара Клаудија. Она је успјела да убиједи Клаудија да уздигне своје родно мјесто у (лат. Colonia Claudia Ara Agrippinensium) (Колонија Клаудијева и Агрипинин олтар ). То је дало Колонији статус „града“ под Римским законима, a римске колоније имале cу много више права него један царски опидум. У овом тренутку град је имао око 30.000 становника. Убрзо је град постао административно сједиште Доње Германије.